# 1984 (For the Love of Big Brother)
1984 (For the Love of Big Brother) är ett musikalbum av Eurythmics, utgivet den 12 november 1984. Musiken utgör soundtrack till filmen 1984, som bygger på George Orwells dystopiska roman 1984. Albumet utgavs på LP, kassettband och CD.
1984 (For the Love of Big Brother) nådde plats 23 på UK Albums Chart och plats 6 på Sverigetopplistan.

## Låtförteckning
Alla låtar är skrivna och komponerade av Annie Lennox och David A. Stewart. 
| Nr | Titel                           | Längd |
| -- | ------------------------------- | ----- |
| 1. | I Did It Just the Same          | 3:28  |
| 2. | Sexcrime (Nineteen Eighty-Four) | 3:58  |
| 3. | For the Love of Big Brother     | 5:05  |
| 4. | Winston's Diary                 | 1:22  |
| 5. | Greetings from a Dead Man       | 6:13  |
| 6. | Julia                           | 6:40  |
| 7. | Doubleplusgood                  | 4:40  |
| 8. | Ministry of Love                | 3:47  |
| 9. | Room 101                        | 3:50  |

## Musikvideor
- Sex Crime (1984) (regissör Chris Ashbrook)
- Julia (regissör Chris Ashbrook)

## Musiker
- Annie Lennox – sång, keyboards/synthesizers, trum- och sequencerprogrammering
- David A. Stewart – bakgrundssång, gitarr, elbas, keyboards/synthesizers, trum- och sequencerprogrammering